# Bonaires damlandslag i volleyboll
Bonaires damlandslag i volleyboll representerar Bonaire i volleyboll på damsidan. Laget har kvalat till karibiska mästerskapet.

### Fotnoter
1. ↑  Todor Krastev. ”Women Volleyball XVI Caribbean (CAZOVA) Championship 2017 Jamaica - Winner Trinidad Tobago” (på engelska). http://www.todor66.com/volleyball/Norceca/Women_Caribbean_2017.html. Läst 10 mars 2024.
2. ↑  Senaste tillfället då någon kontrollerade att de inmatade tabelluppgifterna stämmer. Uppgifter kan ha matats in senare utan att kontrolleras av någon annan